# Berugo Carámbula
Heber Hugo Carámbula, más conocido como Berugo Carámbula (Las Piedras, 31 de octubre de 1945 - Buenos Aires, 14 de noviembre de 2015) fue un actor, guitarrista, humorista y presentador de televisión uruguayo. Su carrera fue desempeñada simultáneamente en su país natal y en Argentina, donde alcanzó una gran fama como cómico al igual que como protagonista de la saga de Brigada Z, una serie de películas dirigidas por Carlos Galettini y que estelarizó junto a Emilio Disi, Alberto Fernández de Rosa y Gino Renni. También se destacó como uno de los más divertidos conductores televisivos, aplicando su talento humorístico a los programas que presentaba.

## Biografía
Nacido como Héber Hugo Carámbula, su seudónimo es una conjunción entre la última sílaba de su primer nombre y la totalidad del segundo.
Berugo Carámbula comenzó su carrera artística como músico. En 1960 creó la banda de jazz Crazy Clown Jazz Band. Ya como humorista, dio sus primeros pasos a los 18 años en el programa uruguayo Telecataplúm, que le valió el reconocimiento en la Argentina, junto al grupo que integraba Ricardo Espalter, Eduardo D'Angelo, Enrique Almada, Andrés Redondo y Raimundo Soto, entre otros.
Como actor, participó en diversos programas humorísticos televisivos en cine, teatro y en la serie para televisión Son amores. También ejerció como presentador de diversos programas, tanto en Argentina como en Uruguay.
Como músico, grabó en 1976 el disco "Solo de Guitarra", su único trabajo como concertista de guitarra.
Una de sus participaciones recordadas fue en el programa Comicolor, por el canal ATC (Argentina Televisora Color), hoy Canal 7 de Buenos Aires, donde fue muy comentado que, en una de sus escenas, con un palillo de xilófono conseguía tocar notas musicales en un serrucho de carpintero, vistiendo de esmoquin y calzado deportivo blanco.
En una entrevista dijo de sí mismo:

Mi público es muy amplio. Tengo desde personas muy mayores hasta chicos. Pero tengo que admitir que casi siempre mi target son las señoras. Ellas tienen conmigo un no sé qué porque soy un pícaro respetuoso.

En 1988 obtuvo el premio Martín Fierro como mejor animador de televisión.
Su última labor como actor fue en 2003, en la telecomedia argentina Son amores, producida por Pol-ka Producciones. Al año siguiente se le diagnosticó la enfermedad de Parkinson.
El 28 de noviembre de 2008 la Junta Departamental de Canelones homenajeó a Carámbula declarándolo ciudadano ilustre del departamento.
En ese año (2008) también fue entrevistado en televisión por el periodista Chiche Gelblung.
Falleció el 14 de noviembre de 2015 a los 70 años, en el barrio de Belgrano, Buenos Aires.

## Vida personal

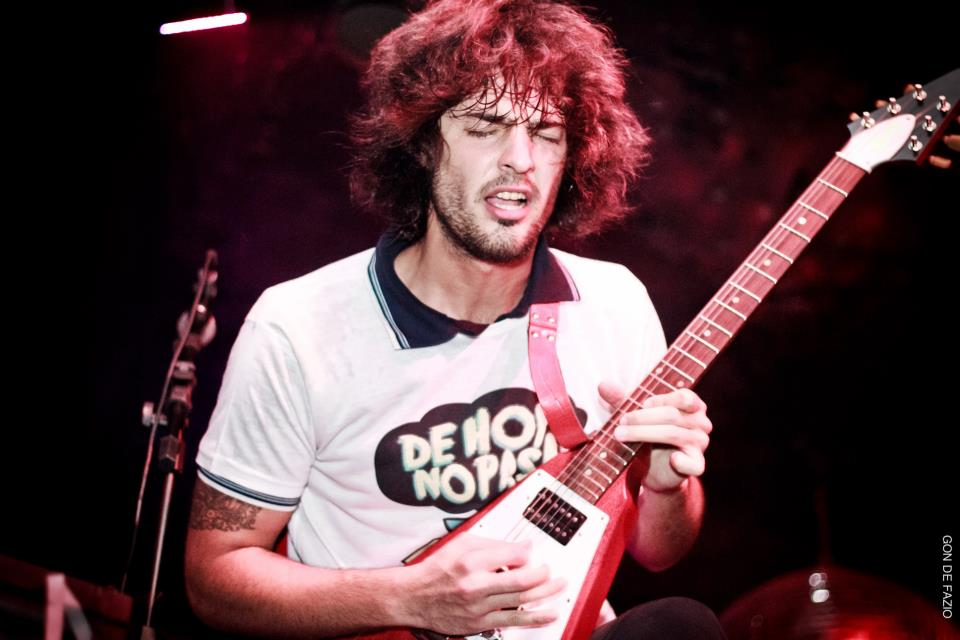
Joaquín Carámbula, hijo de Berugo.

Berugo Carámbula era primo segundo de Marcos Carámbula, ex-intendente del departamento de Canelones, Uruguay y tendría un parentesco con el cantor de tangos Julio Sosa, quien sería hijo biológico de un acaudalado de su pueblo perteneciente a la familia Carámbula y patrón de quien le diera el apellido "Sosa".
Entre 1964 y 1973 estuvo casado con Adriana Senblat, con quien tuvo dos hijos: Gabriel y María. Fruto de su segundo matrimonio con Viviana Campos nació Joaquín, su hijo menor.
Su hijo Gabriel es guitarrista, compositor y cantante, acompañando a Fito Páez y Fabiana Cantilo además de liderar la banda Los Perros Calientes y su propio proyecto solista. Su hija María es actriz y en 2006 interpretó el papel de Julia Demont en la serie de televisión Chiquititas y trabajó en El elegido. Su hijo Joaquín es compositor, guitarrista y cantante de la banda Detonantes.

## Filmografía

### Cine
- 1970: Joven viuda y estanciera.

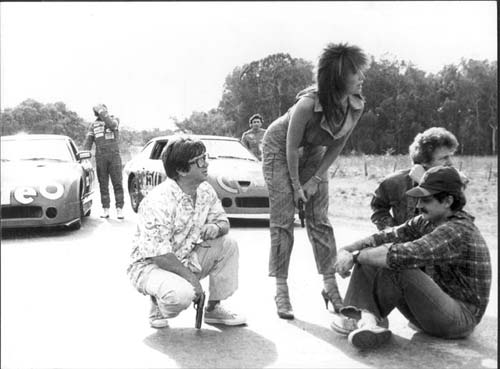
En la película Brigada explosiva (1985): Alberto Fernández de Rosa (agachado), Moria Casán (de pie), Emilio Disi y Berugo Carámbula (sentados en el piso).

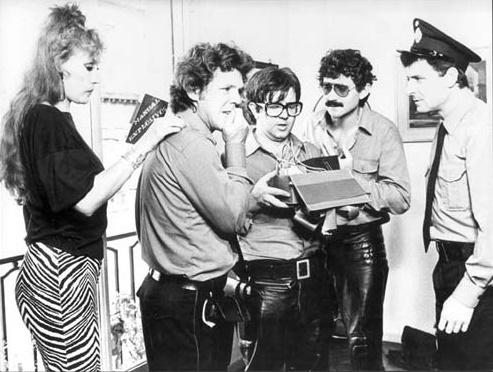
En la película Brigada explosiva (1985): Moria Casán, Emilio Disi, Alberto Fernández de Rosa, Berugo Carámbula y Gino Renni.

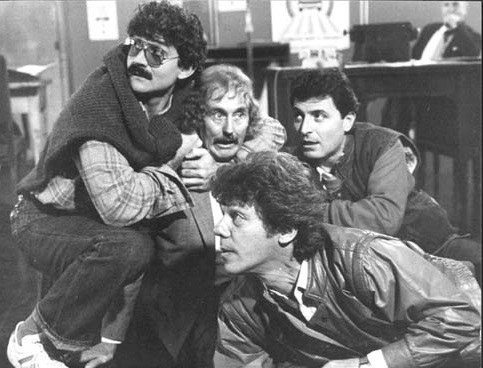
Berugo Carámbula con Carlos Roffé, Gino Renni y Emilio Disi en el filme Brigada explosiva contra los ninjas (1986).

- 1975: Los irrompibles (como Jinete Blanco, Ángel de la Guardia).
- 1976: La noche del hurto.
- 1978:  El tío disparate
- 1979: Donde duermen dos... duermen tres.
- 1979: Cantaniño cuenta un cuento.
- 1982: Señora de nadie.
- 1986: Brigada explosiva.
- 1986: Brigada explosiva contra los ninjas.
- 1987: Los bañeros más locos del mundo.
- 1987: Los matamonstruos en la mansión del terror.

### Televisión
- 1963: Telecataplúm (Canal 12 (Uruguay))
- 1969: Jaujarana.
- 1974: Hupumorpo.
- 1975: Los irrompibles .
- 1979: Supershow infantil (Canal 9)
- 1980: Comicolor.
- 1983: El club de Anteojito.
- 1986: Hiperhumor.
- 1987: Atrévase a soñar (Canal 9)
- 1988-1992: Todo al 9 (Canal 9)
- 1991: Amo a Berugo.
- 1993: Amor a primera vista (América TV)
- 1994: Sin Condena (Canal 9)
- 1995: Sábado de fiesta.
- 1995: Poliladron (Canal 13)
- 1996-1997: Clink! Caja (Canal 9)
- 1996-2001: Bien de bien (Canal 10 (Uruguay)
- 1997-1999: Jugar por jugar (ATC -junio a octubre de 1997-, Canal 9 Libertad -octubre a diciembre de 1997- y América TV -1998 y 1999-).
- 1999-2000: El nieto de don Mateo (Telefe)
- 2000: Hacete la América (América TV)
- 2002-2003: Son amores (Canal 13)
- 2005: La peluquería (América TV)

### Teatro
- 1970-1980 trabajó en La vuelta manzana (en la versión del canal ATC); hacía de Nicolás, un espantapájaros; al principio ese papel lo representaba el propio autor-director Hugo Midón).
- En 1978: Cantando sobre la mesa, como el personaje Fideo Fino.
- 1980: El imaginario, como Flash (un periodista).
- En los años ochenta realizó varias obras de Hugo Midón, con papeles protagónicos.
- 1986: Zulma tiene un Berugo redondo, junto a Zulma Faiad.
- 1996: Duro de parar.
- 2005: Con un clavo en el zapato.
- 2008: Con Berugo en grupo (junto a la banda Tocatta y Fuga).

### Discografía
- 1976: Solo de guitarra, de la empresa discográfica EMI.